# Zoltán Vilmos
Zoltán Vilmos, 1897-ig Vukalovits (Pécs, 1869. május 8. – Budapest, 1929. június 5.) író, műfordító, újságíró. Felesége Schök Ilona volt.

## Pályája
Vukalovits Antal és Schultz Katalin fia. Középiskolai tanulmányait a pécsi cisztercita főgimnáziumban végezte. A latin, a német és a görög nyelven kívül már akkor elsajátította a francia és az olasz nyelvet, később az angolt is.
Első verse negyedik gimnazista korában jelent meg a Vasárnapi Ujságban, ettől kezdve gyakran közölték verseit a helyi és a fővárosi lapok. Pécsett jogot hallgatott és belső munkatársa lett két helyi lapnak. Ebben az időben kezdte meg külföldi költők verseinek fordítását. 1893-ban Győrbe költözött és munkatársa, majd szerkesztője lett a Győri Közlönynek. Időközben letette a levéltárosi szakvizsgát és 1894-ben kinevezték Győr vármegye levéltárosává.
Megnősült, dr. Gaár Vilmos budapesti ítélőtáblai bíró lányát, Gaár Mariskát vette feleségül, aki maga is írónő volt, számos novellája jelent meg a lapokban. Zoltán Vilmos Szabina című egyfelvonásos verses történelmi színművét sikerrel játszották a győri színházban (később Pécsett is), a Darnay család című háromfelvonásos drámája pedig dicséretet nyert a szegedi Dugonics Társaság drámapályázatán. Az író belső munkatársa volt a Győri Hírlapnak és szerkesztője az Egyetemes Könyvtár című füzetes kiadványnak. Ekkor kezdett botanikával is behatóbban foglalkozni. 1906-ban lemondott levéltárosi állásáról és meghívásra Budapestre költözött, ahol a Magyarország Vármegyéi és Városai című sorozat munkatársa lett. A fővárosban újságíróként is dolgozott, munkatársa volt a Budapesti Naplónak és más lapoknak.
Prózai és verses munkái számos lapban jelentek meg, a Budapesti Hírlapban különösen levéltári kutatások alapján írt tanulmányai (például A mezőőrsi boszorkányok, Nádorjárás Magyarországon, Játékszini mozgalmak a mint század elején stb.). Klasszikus és modern költők verseiből egyaránt sokat sokat fordított. A Budapesti Naplóban megjelent regényfordításai: 
- Giovanni Verga: Jeli, a pásztor,
- Alfred Assolant: A kalandor,
- Bret Harte: Hóviharban, Az előkelő család,
- Jules Verne: A dunai hajós.

## Munkái
- Az én dalaim (versek). Pécs, 1892
- Dalok a gyöngyvirágról (versek). Győr, 1895
- Fedóra (Sardoutól, ford. Egyet. Könyvtár). Győr. év. n.
- Szeszély (Musset, ford. Egyet. Könyvtár). Győr, év. n.
- Émilia Galotti (Lessing, ford. Egyet. Könyvtár). Győr, év n.
- Indiai történetek (Kipling, ford. Egyet. Könyvtár). Győr, év. n.
- Keresztelő János (Sudermann, ford. Egyet. Könyvtár). Győr, év n.
- Britannicus (Racine, ford. Egyet. Könyvtár). Győr, év. n.
- Szabina, verses színmű (Egyet. Könyvtár). Győr, 1900
- Győr viránya. Vázlatok Győr növényvilága köréből. Győr, 1904
- Darvin élete és tana (Höffding H., ford. Magyar könyvtár). Budapest, év n.
- Lassalle Ferdinand élete (Kegel Miksa, ford. M. könyvtár). Budapest, év n.
- Walter Schnafs kalandja (M. könyvt.). Budapest, év n.
- Carducci költeményei (Modern Könyvtár). Budapest, év. n.
- Circus mundi (G. Wied ford. Modern Könyvtár). Budapest év n.
- Álarczos szerelem (Balzac, Modern Könyvtár). Budapest, év n.
- Van Zanten boldog évei (Laurids Bruun, ford. Modern Könyvtár). Budapest, év n.
- A molaravölgyi Adonisz (R. Voss, Modern Könyvtár ). Budapest, év n.
- Kinai tündérregék (Herbert A. Giles, ford., Tevan Könyvtár). Békéscsaba, év. n.
- A dunai hajós (Jules Verne, ford. Magyar Kereskedelmi Közlöny Verne Gyula munkái sorozat).[3][4][5]
- Aida (szövegkönyv ford). Budapest, év n.
- Álarczos bál (szövegkönyv ford.). Budapest, év n.
- Das Ende des Spieles.  Novellen von W. Zoltán (f. Mezei Mór). Lipcse, 1909
- A régi vármegyéből.  (Iparosok olvasótára). Budapest, 1914
- A növényvilág csodái  (Iparosok olvasótára). Budapest, 1914
- Hindusztáni virágok (műfordítások, 1923)

Kéziratban Goethe Torquato Tassójának fordítása. Álneve Liseron.
Magyarország Vármegyéi és Városai Győr megyéről szóló kötetébe ő írta Győr leírását és történetét, valamint másodmagával az irodalmi és művészeti részt.